# 王若琳
王若琳（英語：Joanna Wang，1988年8月1日—），台裔美籍創作女歌手。她在2015年12月在日本演唱時與日本歌迷用簡單日文交流，亦演唱日語歌曲《チキチキバンバン》及在2008年在節目《週日狂熱夜》第57集中演唱葡萄牙語的歌曲《Take Me To Aruanda》。

## 生平

### 早年生活
王若琳出生於臺北市。她的父親是音樂製作人王治平，母親范中芬是一位作詞者，作有《金思頓的夢想》、《愛什麼稀罕》等兩首歌的歌詞。從小就與母親和妹妹住在洛杉磯。她在成長過程中大量接觸到各種西洋經典流行音樂，如披頭四、比利·喬之類的創作。

### 演藝生涯
在2008年前後，她回到臺北和父親住在一起，並發行了第一張專輯《Start From Here》；該張專輯以雙碟形式發行於2008年1月，其中一張以英語演唱，另一則以國語。當時，該專輯在臺灣流行音樂排行榜登上首位且獲許多獎項，並在東南亞地區廣為流行。
2009年1月，她發行了第二張個人專輯《Joanna&王若琳》；該張專輯由她自己與父親共同擔任製作人。該張專輯使得她更開始備受關注；張學友當時曾評論她的獨特歌聲在爵士樂領域發揮出色。儘管備受好評，王若琳曾在2013年接受美國中文電視SinoVision記者的訪問坦言演唱流行歌曲並非自己所喜愛。Joanna曾於2010年間回到美國完成學業，並於隔年復出，進行自己喜愛的音樂活動，陸續發行多張專輯作品，包括80至90年代的中英文翻唱歌曲，2013年後以自身創作與編曲的作品為主。其中《Galaxy Crisis銀河危機》、《Modern Tragedy》等專輯先後獲得金音獎創作歌手獎、金曲獎等肯定。
在2019年11月，王若琳發行了一張翻唱精選專輯《愛的呼喚》，其中包含60到80年代中、日、粵的經典情歌代表作。她也憑著這張專輯入圍第31屆金曲獎許多獎項，並拿下最佳國語專輯獎。
她2020年也加入 Podcast 浪潮，先是向早期交友雜誌致敬的限定計畫《愛情霓虹燈》，再與好友榮忠豪開始製作《暗黑森林 The Dark Forest》，兩人在這個關於真實犯罪的節目中大談人性的各種真實層面。 對王若琳來說，媒介雖然不停地變化，核心始終離不開創作。
2024年，以電影《鬼才之道》主題曲〈鬼才出道〉榮獲第61屆金馬獎最佳原創電影歌曲獎。

## 音樂作品

### 專輯
| 發行日期                          | 專輯名稱                                                      | 曲目 |
| 2008-01-11                        | Start From Here                                               | CD1英文碟 1. Let's Start from Here 2. Lost in Paradise 3. As Love Begins to Mend 4. Bada Bada 5. Lost Taipei 6. The Best Mistake I've Ever Made 7. I Love You 8. For No Reason 9. Stages of Flying 10. Now 11. True 12. New York State of Mind CD2中文碟 1. 迷宮（Let's Start from Here中文版） 2. 有你的快樂（Lost in Paradise中文版） 3. Now（中文版） 4. 因為你愛我（As Love Begins to Mend中文版） 5. For No Reason（中文版） |
| 2008-05-06                        | Start From Here（SACD Version）                               | 該碟為最新技術的SACD版，在日本壓片生產，碟內並加入兩首新曲「50 Ways to Leave Your Lover」和「We've Only Just Begun」，並取出兩首中英文版的「Now」。 1. Let's Start from Here 2. Lost in Paradise 3. As Love Begins to Mend 4. Bada Bada 5. Lost Taipei 6. The Best Mistake I've Ever Made 7. I Love You 8. For No Reason 9. Stages of Flying 10. True 11. New York State of Mind 12. 50 Ways to Leave You rLover（New） 13. We've Only Just Begun（New） 14. 迷宮（Let's Start from Here中文版） 15. 有你的快樂（Lost in Paradise中文版） 16. 因為你愛我（As Love Begins to Mend中文版） 17. For No Reason（中文版） |
| 2009-01-16                        | Joanna&王若琳                                                 | CD1 1. Tikiville（英文版） 2. Maybe Some Other Time（英文版） 3. Vincent 4. 一種念頭 5. 我的愛 6. Times of Your Life 7. Tikiville（中文版） 8. Aubrey 9. Maybe Some Other Time（中文版） 10. 玫瑰玫瑰我愛你 CD2 1. Adult Crap 2. I Guess I'm Paranoid 3. Longing for Romance 4. His Remedy 5. Nobody's A Nun 6. Even If We Did 7. How I Feel About Businessmen 8. Man 9. Palpitation 10. I'm Pathetic Enough |
| 2011-08-24(日本) 2011-10-28(台灣) | The Adventures Of Bernie The Schoolboy（博尼的大冒险）        | 耗時一年完成的全新原創專輯，讓人感受到音樂上驚豔的喜悅，用音樂創作和歌聲述說奇幻旅程的音樂冒險故事。融合前衛搖滾和古典音色編制曲風，概念是使用合成器的音色來呈現較巴羅克式的編曲，至於歌曲本身都是一些比較黑暗與詼諧的小故事，展開一場音樂冒險之旅的故事。專輯封面的設計，特邀請英國知名奇幻文學插畫家伊恩米勒(Ian Miller)親自操刀。 1. The Adventures of Bernie the Schoolboy/バーニーの大冒険/博尼的大冒險 2. Apathy/无関心/漠不關心 3. Chitterchat/うわさ话/聊八卦 4. Plotting Revenge/復讐/復仇記 5. The Fool/马鹿/愚人 6. Only Child/ひとりっ子/獨生子 7. We Just Wont Know/みんなの孤独/大家的孤獨 8. The Bug/バグ/竊聽蟲 9. I Blame it on You/あなたのせい/我怪在你身上 10. The Chicken Circus/チキンサーカス/公雞馬戲團(器樂曲) 11. Chitterchat(Reprise)/うわさ话(重奏)/聊八卦(重奏) 12. The Revenge of the Farm Animals/家畜の大リベンジ/家畜的大復仇 13. The Adventure Comes to an End/冒険のエピローグ/冒險的尾聲 |
| 2011-09-23                        | The Things We Do For Love（為愛做的一切）                     | 英文碟： 1. Rain drops Keep Fallin' On My Head 2. You've Got a Friend 3. The Things We Do For Love 4. Wild World 5. Lemon Tree 6. Dirty Work 7. Stay 8. You've Got a Friend(Acoustic Version) 9. Wild World(Acoustic Version) 10. Stay(Acoustic Version) 中文碟： 1. 償還(原唱：鄧麗君) 2. 親密愛人(原唱：梅艷芳) 3. 三個人的晚餐(原唱：黃韻玲) 4. 一生守候(原唱：陳淑樺) 5. Lemon Tree(中文版)(原唱：蘇慧倫) |
| 2013-03-16                        | GALAXY CRISIS: The Strangest Midnight Broadcast（銀河的危機） | 1. Galaxy Prologue 銀河序曲 2. Coins/銅板 3. Pressure’s on Me(Space Saloon Theme)/壓力都在我身上 4. The Antagonist/反派 5. Evil Nerd Theme/邪惡書呆子主題曲 6. Picnicktown/野餐小鎮 7. Remote Control/遙控器 8. Meteor One(Inside the Mind of a Wrestling Fanatic)隕石一號(摔角迷的腦海世界) 9. Enlightenment/覺醒 10. Frolicktown/跳躍小鎮 11. You and Me/你和我 12. The Rabbit Chase/Garden Partyon Mars火星上的下午茶 13. An Audience with the King/參見國王 14. Galaxy Crisis/銀河的危機 15. Chitterchat(TVTheme)/聊八卦(電視主題曲) 16. The Chicken Circus(CrashDetourintotheChipGalaxy)/公雞馬戲團(銀河版) |
| 2014-03-25                        | Midnight Cinema（午夜劇院）                                   | 1. Alice in Wonderland 2. 被遺忘的時光 3. 追夢人 4. 玫瑰香 5. 夜上海 6. Moon River 7. Pure Imagination 8. 當年情 9. 花樣年華 10. What is a Youth 11. You Only Live Twice 12. 今宵多珍重 13. If I Had Words |
| 2015-06-02                        | Bob Music（鮑伯音樂）                                         | 1. Kungfu Sound Bite 2. When I Nod 3. Truckin’ Everyday 4. Whip Out the Shampoo 5. Feet 6. The Scientific Method 7. Teenager Statement 8. Liquified Cheese 9. Ain’t She Sweet 10. I Knew It, I Swear! 11. I Don’t Give a Hoot 12. Now We’re Together Forever and Always 13. EVERYTHING ANYTHING 14. Spanish Flea 15. I’m Fucked! 16. Simply Nothing You Can Do |
| 2016-11-11                        | House of Bullies（霸凌之家）                                  | 1. The Tale Begins 故事的開始 2. Isn`t It Exciting? 這不是很令人興奮嗎？ 3. My Belly Really Aches 消化不良 4. Scary Cousins 可怕的表兄弟‬‬‬‬‬‬ 5. TheRightfulHeir 正當繼承人 6. when you dream in technicolor 當你做著technicolor的夢(演奏曲) 7. Inside the Mind of a Chicken 公雞的腦海裡 8. The Greatest Stink 最大的惡臭 9. The Art of Bullying 霸凌的藝術 10. Intermission(LooneyGalop) 中場休息(瘋癲快步舞) 11. When You Dream in Technicolor 當你做著technicolor的夢 12. Meanest Kids in Town 鎮上最壞的小孩 13. Run Away From Home! 離家出走！ 14. The Cult Leader 新興宗教教主 15. Liar 騙子 16. Senile Rock 失智搖滾 17. Mom and Dad Don’t Understand 爸媽不了解 18. Pick of the Litter 最優秀的孩子 |
| 2018-08-08                        | Modern Tragedy （摩登悲劇）                                   | 1. Modern Tragedy Prologue 摩登悲劇序幕 2. Good Girls Don't Cry 好女孩不哭 3. Sabrina Tape Super Speed 莎賓娜卡帶快轉 4. I Must've Screwed Up Really Bad 我一定是真的搞砸了 5. It's Raining But You're Not Here 現在正在下雨，但是你不在 6. If You Say Come On To Me 如果你對我說「來吧」的話 7. Now That Life is Trouble Free ‘cause I'm Finally on T.V. 現在人生無憂無慮了因為我終於上電視了 8. Please Don't You Know What Time It Is? 拜託! 你難道不知道現在幾點嗎？ 9. The Etiquette of Handing Scissors and Knives 遞剪刀與刀子的禮儀 10. The Motorized Scooter Edo 騎著電動滑行車的葉豆老師 11. I Cannot Wait to Fall in Love(Dish Washer)我迫不及待戀愛 12. Summer夏天 13. I Dream We Will Be Together Again 我夢想有一天還會見到你 14. Chief's Song 酋長之歌 15. He's Weeping Gently on a Hill 他在山丘上輕輕的哭泣 16. Magical Starry Night Palm Trees Waves Song Picture 夜晚星空棕櫚樹海浪旋律圖片 17. Goodbye 再見 18. Sabrina Don't Get Married Again! 莎賓娜，不要再結婚了！ 19. Modern Tragedy Epilogue 摩登悲劇尾聲 |
| 2019-11-05                        | Love Is Calling Me （愛的呼喚）                               | 1. 蘋果花 Apple Blossom 2. 寒雨曲 Blues in the Rain 3. 忘記他 Forget Him 4. 奈何 Helpless 5. 愛人 Lover 6. 魅せられて (“愛的迷戀”日文版) Love Is Calling Me(Japanese Version) 7. 漫步人生路 Slow Walk Of Life 8. 我只在乎你 I Only Care About You 9. 愛人(日文版) Lover (Japanese Version) 10. リンゴ追分 (“蘋果花”日文版) Apple Blossom (Japanese Version) 11. 時の流れに身をまかせ (“我只在乎你”日文版) I Only Care About You(Japanese Version) |
| 2024-05-07                        | Hotel La Rut （破爛酒店）                                     | 1. Hotel La Rut 破爛酒店 2. I believe that all his words are true 3. Pigeons on your balcony 4. Flies! 5. People don’t eat dinner by themselves 6. In a situation like this, what a mafia leaders would say 7. He’s given us the freedom to do what’s right 8. fancied by a celebrity 9. Drunken song 10. The wish I 11. She Had a Habit of Meeting All of the Artists Backstage 她有一個習慣在後台跟藝人見面 12. There she smiles(In a memory) 13. You lost me at the spanking machine 14. Tina’s Hausu 梯納的鬼怪屋 15. Fell in love with the neighbor’s boy 16. GASP! That plastic bag is watching me! 17. Strange beast 18. The wish II 19. Jump in the water 20. Contraband 21. Shadow at my feet 22. The detective 23. Ragged stairs to heaven/The end |

### 迷你專輯
| 發行日期   | 專輯名稱        | 曲目                                                                              |
| 2016-05-26 | H.A.M. （火腿） | 1. Hello Anyung 哈囉安娘 2. Teenage Girl Patrol 青少女巡邏隊 3. Good Times 好時光 |

### 單曲
- 《給牠一個家》（2016年）－與張祖誠、任家萱、蕭敬騰、王治平、李毓芬、周興哲、王思佳、周予天、方炯鑌、黃荻鈞、黃路梓茵、Lollipop@F、TOP1男子漢、李昶俊、余荃斌共同演唱
- 王若琳 & 王詩安《RandomDay》（2017年）
- 《Isis》（2020年）－翻唱Bob Dylan的《Isis》
- 王若琳 & 許光漢《你殘忍可愛的傲慢》（2021年）
- 《You're Breaking My Heart》（2021年）
- 王若琳 & 9m88《Material Girl》（2022年）
- 《鬼才出道》（2024年）－《鬼才之道》中文版主題曲
- 《Dead Talents Society》－（2024年）－《鬼才之道》英文版主題曲
- 王若琳 & 吳獻 《Eros / 上帝的甜甜圈》（2024年）

### 微電影
- 2014年《誰殺了王若琳?》飾演王若琳
- 2020年《金曲世家：希希的煩惱》飾演Joanna
- 2020年《金曲世家：水果聚會》飾演Joanna

## Podcast

### 愛情霓虹燈
| 發表日期   | 集數 | 名稱                                                         | 來賓                                    |
| 2020.02.04 | ep1  | 該跟思想很傳統的爸媽出櫃嗎?在重男輕女的家庭中生下女孩該怎辦? | LARA梁心頤、屁孩Ryan                    |
| 2020.02.14 | ep2  | 曖昧後沒有結果是什麼原因?原來單身狗缺的是這個東西...         | 馬念先、奇哥                            |
| 2020.02.21 | ep3  | 談戀愛要相信星座、塔羅說的嗎?Joanna挑戰愛的魔力轉圈圈        | 丹妮婊姐                                |
| 2020.02.27 | ep4  | 長大後要談戀愛好難..感性與理性派男生觀點分析                 | J.Sheon、屁孩Ryan                       |
| 2020.03.06 | ep5  | 她是誰!友誼越過界?情侶相處最常爭吵的事情該怎麼解決?          | 八十八顆芭樂籽主唱阿強、水源路希子-阿材 |
| 2020.03.13 | ep6  | 鋼鐵直男的生理困擾，泌尿科醫師來解答                         | 魏如萱、陳威銘醫師                      |

### 暗黑森林
| 發表日期   | 集數 | 名稱                         |
| 2020.06.27 | ep1  | 安娜貝爾的真實故事           |
| 2020.07.06 | ep2  | 叩叩叩...蜥蜴人在嗎？        |
| 2020.07.13 | ep3  | 我想吃掉你的屁股             |
| 2020.07.20 | ep4  | 世上只有媽媽好...            |
| 2020.07.27 | ep5  | 敲敲敲敲我的頭               |
| 2020.08.03 | ep6  | 奶頭皮帶                     |
| 2020.08.10 | ep7  | 我勒你你勒她她勒她她勒他     |
| 2020.08.17 | ep8  | 我想跟你玩個遊戲...          |
| 2020.08.24 | ep9  | 想自由?我就讓你自由...       |
| 2020.08.31 | ep10 | 燒的屎味                     |
| 2020.09.07 | ep11 | 樂透贏者的詛咒               |
| 2020.09.14 | ep12 | 你鐳了嗎?                    |
| 2020.09.21 | ep13 | 一閃一閃亮晶晶滿天都是三角型 |
| 2020.09.28 | ep14 | 老闆!我的叉燒肉裡有個大拇指! |
| 2020.10.05 | ep15 | 你怎麼先下來了?              |
| 2020.10.12 | ep16 | 你看他的眼睛                 |
| 2020.10.19 | ep17 | Super空姐                    |

## 獎項紀錄
| 年份 | 屆次             | 作品                             | 獎項                  | 入圍                                                             | 結果 |
| ---- | ---------------- | -------------------------------- | --------------------- | ---------------------------------------------------------------- | ---- |
| 2009 | 第20屆金曲獎     | 《Start From Here》              | 最佳新人獎            | 《Start From Here》                                              | 提名 |
| 2009 | 第20屆金曲獎     | 《Start From Here》              | 最佳編曲人獎          | Martin Tan〈As Love Begins to Mend〉                             | 獲獎 |
| 2012 | 第23屆金曲獎     | 《博尼的大冒險》                 | 最佳專輯製作人獎      | 《博尼的大冒險》                                                 | 提名 |
| 2013 | 第4屆金音創作獎  | 《銀河的危機：最奇異的午夜轉播》 | 最佳創作歌手獎        | 《銀河的危機：最奇異的午夜轉播》                                 | 獲獎 |
| 2013 | 第4屆金音創作獎  | 《銀河的危機：最奇異的午夜轉播》 | 最佳爵士單曲獎        | 〈Coins〉                                                        | 提名 |
| 2013 | 第4屆金音創作獎  | 《銀河的危機：最奇異的午夜轉播》 | 最佳爵士單曲獎        | 〈You and Me〉                                                   | 提名 |
| 2015 | 第26屆金曲獎     | 《午夜劇院》                     | 最佳編曲人獎          | Pessi Levanto〈被遺忘的時光〉                                    | 提名 |
| 2015 | 第26屆金曲獎     | 《午夜劇院》                     | 最佳專輯製作人獎      | Joanna Wang、Pessi Levanto《午夜劇院》                           | 提名 |
| 2015 | 第26屆金曲獎     | 《午夜劇院》                     | 最佳演唱錄音專輯獎    | 《午夜劇院》                                                     | 提名 |
| 2015 | 第6屆金音創作獎  | 《Bob Music》                    | 最佳風格類型專輯獎    | 《Bob Music》                                                    | 提名 |
| 2015 | 第6屆金音創作獎  | 《Bob Music》                    | 最佳風格類型單曲獎    | 〈The Scientific Method〉                                        | 提名 |
| 2017 | 第8屆金音創作獎  | 《House of Bullies》             | 最佳專輯獎            | 《House of Bullies》                                             | 提名 |
| 2017 | 第8屆金音創作獎  | 《House of Bullies》             | 最佳創作歌手獎        | 《House of Bullies》                                             | 提名 |
| 2017 | 第8屆金音創作獎  | 《House of Bullies》             | 最佳搖滾專輯獎        | 《House of Bullies》                                             | 提名 |
| 2017 | 第8屆金音創作獎  | 《House of Bullies》             | 最佳搖滾單曲獎        | 〈The Art of Bullying〉                                          | 獲獎 |
| 2019 | 第30屆金曲獎     | 《Modern Tragedy》               | 最佳音樂錄影帶獎      | Robert Young blood〈Sabrina Don't Get Married Again!〉           | 提名 |
| 2019 | 第30屆金曲獎     | 《Modern Tragedy》               | 最佳專輯製作人獎      | Linus of Hollywood、 Joanna Wang、 Andrew Page《Modern Tragedy》 | 提名 |
| 2019 | 第30屆金曲獎     | 《Modern Tragedy》               | 評審團獎              | 《Modern Tragedy》                                               | 獲獎 |
| 2019 | 第10屆金音創作獎 | 《Modern Tragedy》               | 最佳專輯獎            | 《Modern Tragedy》                                               | 提名 |
| 2019 | 第10屆金音創作獎 | 《Modern Tragedy》               | 最佳創作歌手獎        | 《Modern Tragedy》                                               | 提名 |
| 2019 | 第10屆金音創作獎 | 《Modern Tragedy》               | 最佳另類流行專輯獎    | 《Modern Tragedy》                                               | 提名 |
| 2019 | 第10屆金音創作獎 | 《Modern Tragedy》               | 最佳另類流行單曲獎    | 〈Sabrina Don't Get Married Again!〉                             | 提名 |
| 2020 | 第31屆金曲獎     | 《愛的呼喚》                     | 年度專輯獎            | 《愛的呼喚》                                                     | 提名 |
| 2020 | 第31屆金曲獎     | 《愛的呼喚》                     | 最佳國語專輯獎        | 《愛的呼喚》                                                     | 獲獎 |
| 2020 | 第31屆金曲獎     | 《愛的呼喚》                     | 最佳國語女歌手獎      | 《愛的呼喚》                                                     | 提名 |
| 2020 | 第31屆金曲獎     | 《愛的呼喚》                     | 最佳編曲人獎          | Ryan Francesconi〈寒雨曲〉                                       | 提名 |
| 2020 | 第31屆金曲獎     | 《愛的呼喚》                     | 最佳音樂錄影帶獎      | Robert Youngblood〈我只在乎你〉                                  | 提名 |
| 2023 | 第34屆金曲獎     | 《Tina's Hausu》                 | 最佳單曲製作人獎      | 〈Tina's Hausu〉                                                 | 提名 |
| 2023 | 第14屆金音創作獎 | 《Tina's Hausu》                 | 最佳搖滾歌曲獎        | 〈Tina's Hausu〉                                                 | 提名 |
| 2024 | 第15屆金音創作獎 | 《Hotel La Rut》                 | 最佳專輯獎            | 《Hotel La Rut》                                                 | 提名 |
| 2024 | 第15屆金音創作獎 | 《Hotel La Rut》                 | 最佳創作歌手獎        | 《Hotel La Rut》                                                 | 獲獎 |
| 2024 | 第15屆金音創作獎 | 《Hotel La Rut》                 | 最佳另類流行專輯獎    | 《Hotel La Rut》                                                 | 提名 |
| 2024 | 第15屆金音創作獎 | 《Hotel La Rut》                 | 最佳另類流行歌曲獎    | 〈She Had a Habit of Meeting All of the Artists Backstage〉      | 提名 |
| 2024 | 第61屆金馬獎     | 《鬼才之道》                     | 最佳原創電影歌曲獎    | 〈鬼才出道〉                                                     | 獲獎 |
| 2025 | 第36屆金曲獎     | 《鬼才之道》                     | 最佳作曲人獎          | 〈鬼才出道〉                                                     | 提名 |
| 2025 | 第36屆金曲獎     | 《鬼才之道》                     | 最佳編曲人獎          | 〈鬼才出道〉                                                     | 提名 |
| 2025 | 第27屆台北電影獎 | 《鬼才之道》                     | 傑出技術-原創電影歌曲 | 〈鬼才出道〉                                                     | 提名 |

- 新加坡金曲獎「優秀新人獎」（2008年）
- 第五屆勁歌王總選「台灣區最有前途女新人」（2008年）
- 第九屆CCTV-MTV音樂盛典「港台地區年度最具潛力女歌手」（2008年）
- 新浪2008網路聖典「年度新銳歌手」（2008年）
- 光線音樂風雲榜新人聖典2008「最佳年度專輯」（2008年）
- 香港新城電台2008新城勁爆頒獎禮「新城勁爆國語創作歌手」（2008年）
- 香港新城電台2008新城勁爆頒獎禮「新城全國樂迷投選勁爆新人王」（2008年）
- 移動無線音樂咪咕匯2008「最具潛力新人女歌手」（2008年）
- 首届蒙牛酸酸乳音樂風雲榜新人盛典「最佳新人專輯」
- 北京流行音樂典禮「最佳創作新人（港台）」
- 中央人民廣播電台MusicRadio中國TOP排行榜「港台地區年度最具潛力新人獎」、「港台年度金曲獎」〈迷宮〉

## 評價
- 陶喆：有些音樂人的才能是後天的，是靠多年的苦學和磨練得來的。但有些音樂人的福份是上帝賜給他們的…這叫天份。Joanna就是這少有的第二種音樂人。而我們的耳朵也終於有福份，可以聽到一個有靈魂的聲音。
- 朱衛茵：身為DJ二十年，難得有一個聲音在第一個瞬間就感動了我。她讓我想起了The Beatles, Linda Ronstadt，讓我想起很久以前那個最初的自己。

- 林暐哲：在Joanna的歌聲中，我聽到輕而易舉的感動，更聽到睥睨一切的驕傲。

- 張懸：既像咖啡有的濃郁又有酒精能帶來的醉意。讓我們聽歌的耳朵一邊被沁透，一邊生出溫熱。王若琳她的聲音，真是美得不得了……[15]

## 外部連結
- 王若琳的Facebook專頁
- 王若琳的新浪微博
- 王若琳的Instagram帳戶
- YouTube上的 Joanna王若琳 頻道